# Torres
Torres este un oraș în Rio Grande do Sul (RS), Brazilia.
1. ↑   https://www.ibge.gov.br/cidades-e-estados/rs/torres.html, accesat în 13 iunie 2024 Lipsește sau este vid: |title= (ajutor)